# Martín de Santa Coloma
Martín Isidoro de Santa Coloma y Lezica (Buenos Aires, 3 de enero de 1800 - Caseros, 4 de febrero de 1852) fue un militar argentino. Fue coronel de la Confederación Argentina, y murió degollado sin juicio previo mientras estaba detenido tras la Batalla de Caseros.

## Biografía
Era hijo de Ana María de Lezica, casada con Juan Antonio de Santa Coloma, quienes tuvieron en total 13 hijos, entre ellos Eugenio y Martín Isidoro de Santa Coloma. Vivían en una quinta de Quilmes, a 10 km al sur de la ciudad de Buenos Aires, capital del Virreinato del Río de la Plata.
En 1807, la quinta fue tomada por el ejército inglés como cuartel general del general británico John Whitelocke, durante las Segunda Invasión Inglesa al Río de la Plata. 
Los descendientes de Santa Coloma donaron la quinta a las Hermanas de María Auxiliadora (salesianas), las que se lograron conservarla. Hoy es monumento histórico de la ciudad de Bernal, en Quilmes (provincia de Buenos Aires).

## Carrera militar
Santa Coloma se unió al ejército de Buenos Aires en 1824, en el cuerpo de los Blandengues de la Frontera, unidad de caballería especializado en la lucha contra los indígenas. Sus primeras acciones en la guerra civil fueron en la campaña en la que el ejército porteño auxilió a Santa Fe contra el general unitario José María Paz, entonces gobernador de Córdoba. Fue juez de paz para el distrito de los Corrales de Miserere en 1834, y también miembro de la Sala de Representantes de su provincia, formando en el partido federal rosista. Ejerció este cargo hasta la revolución de los Libres del Sur y el fallido intento subversivo de 1839, época en que se reincorporó al ejército como teniente coronel.
Después de la invasión de Juan Lavalle a la provincia, se unió a las fuerzas de Manuel Oribe, que lo persiguieron por Santa Fe y Córdoba. Luego de la victoria de Quebracho Herrado, permaneció en Santa Fe, a la espera de los acontecimientos de Corrientes y Uruguay, por lo que no participó en la campaña contra la Coalición del Norte.

## En Santa Fe
Mientras tanto, el gobernador santafesino Juan Pablo López se alió con los unitarios; Santa Coloma se retiró a San Nicolás de los Arroyos, y Rosas envió contra Santa Fe a dos ejércitos, uno al mando de Pascual Echagüe y Santa Coloma, y el otro, el que volvía de vencer a Lavalle, al mando de Oribe. En marzo de 1842, Santa Coloma derrotó a López en Monte Flores, y pocas semanas después, nuevamente en Colastiné. El gobernador huyó hacia Corrientes, mientras Santa Coloma y Oribe tomaban la ciudad de Santa Fe.
Echagüe fue nombrado gobernador, pero enseguida pasó el río Paraná. Santa Coloma quedó a cargo de las tropas porteñas y santafesinas hasta el regreso de Echagüe, mientras el 6 de diciembre de 1842, en la batalla de Arroyo Grande, sobre la margen derecha del río Uruguay, el ejército de Manuel Oribe, compuesto de 8500 hombres y bien armado, derrotaba al jefe uruguayo Fructuoso Rivera. Durante este período, Santa Coloma cometió excesos, posiblemente con robos, persecuciones y algún asesinato; los unitarios lo llamaban el «carnicero de San Lorenzo», pero posiblemente era un exceso, al menos en una época en que estos hechos eran normales en ambos bandos.
Al regreso de Echagüe, quedó con sus tropas en la guarnición de la ciudad de Santa Fe. A fines de junio de 1845, Juan Pablo López partió de Corrientes y, cruzando el Chaco, derrotó a Santa Coloma en Calchines, cerca de Santa Fe. El porteño resultó gravemente herido, y se retiró con dificultad hacia el sur de la provincia junto con Echagüe, donde esperaron la ayuda porteña. López gobernó Santa Fe hasta fines de julio de 1845, reuniendo en un solo mes un importante botín por medio de contribuciones forzosas, pero se retiró ante el avance de Echagüe y Santa Coloma. El 12 de agosto de 1845, este último derrotó a Juan Pablo López en Malabrigo, aunque este consiguió huir con el botín.
Durante el bloqueo anglo-francés del Río de la Plata, Santa Coloma dirigió la defensa de la costa de San Lorenzo contra las incursiones de la flota enemiga, en particular en la Batalla de Punta Quebracho (4 de julio de 1846, unos 30 km al norte de San Lorenzo), en que combatió como segundo del general Lucio Norberto Mansilla. El cuadro ecuestre de Félix Revol, presente en el Museo Histórico Nacional, retrata al coronel Santa Coloma dirigiendo las tropas de infantería en la Batalla de la Vuelta de Obligado. Organizó luego una guarnición permanente en San Lorenzo.

## La batalla de Caseros y su muerte
Después del pronunciamiento de Justo José de Urquiza, este desembarcó en Coronda, dividiendo a las fuerzas santafesinas de Echagüe y de Santa Coloma. Por ello, ambos evacuaron Santa Fe hacia Buenos Aires. Santa Coloma mandó una división de caballería en la batalla de Caseros, el 3 de febrero de 1852. Después de la derrota, se refugió en la iglesia de Santo Domingo.
Domingo Faustino Sarmiento (quien más adelante sería presidente de la República), lo sacó de allí, y el abogado Francisco Seguí, quien redactó el pronunciamiento de Urquiza y Virasoro, quien sostenía que Santa Coloma le había robado una novia ―con permiso de Urquiza y sin juicio alguno― lo hizo traer ante su presencia al día siguiente y lo hizo degollar. Sarmiento, en su libro "Campaña en el Ejército Grande" remarca el "pasado mazorquero" de Santa Coloma lo que fue empleado como justificación de su degüello por la nuca.
Similar suerte siguió el coronel Martiniano Chilavert, que fue fusilado ese mismo día, también sin juicio alguno.